# Sarah Chaâri
Sarah Chaâri (ur. 2 maja 2005 w Charleroi) – belgijska zawodniczka taekwondo, medalistka olimpijska z Paryża (2024).

## Życiorys
Urodziła się w 2005 roku w Charleroi. Jej matka pochodzi z Belgii, a ojciec z Maroka. W 2022 roku została mistrzynią świata w taekwondo w kategorii poniżej 62 kilogramów, a rok później wygrała zawody w tej samej kategorii na Igrzyskach Europejskich.
W 2024 roku w barwach Belgii wzięła udział w Letnich Igrzyskach Olimpijskich 2024, gdzie w rywalizacji zawodniczek taekwondo do 67 kilogramów zdobyła brązowy medal, pokonując w decydującym pojedynku Ozodę Sobirjonovą z Uzbekistanu. Jest uznawana za pierwszą europejską muzułmankę, która zdobyła olimpijski medal.